# Красимир Кънев (бригаден генерал)
 Тази статия е за бригадния генерал Красимир Кънев.  За генерал-майора Красимир Кънев вижте Красимир Кънев (генерал-майор).  
Красимир Кънчев Кънев е български офицер, бригаден генерал.

## Биография
Роден е на 5 септември 1956 г. в Търново. 
Завършва през 1979 г. Висшето народно военно училище във Велико Търново с профил „Танкови войски“. 
Службата си започва като командир на взвод. От 1981 до 1986 г. е командир на танкова рота. 
Завършва през 1988 г Военната академия в София. След това е командир на танков батальон. От 1989 до 1990 г. е заместник началник-щаб на полк, а след това до 1992 г. и началник-щаб на полк. Между 1992 и 1994 г. е заместник-командир на полк, а от 1994 до 2001 г. и командир на полк. 
През 2001 г. постъпва в Командната академия на Бундесвера в Хамбург, която завършва през 2003 г. На 25 април 2003 г. е назначен за командир на 9-а бронетанкова бригада, като на 4 май 2005 г. е преназначен на длъжността. На 25 април 2006 г. е освободен от длъжността командир на 9-а бронетанкова бригада, считано от 1 юни 2006 г.
От 2007 до 2010 г. е аташе по отбраната в Германия, Швейцария и Дания, със седалище в Берлин. 
От 2010 до 2012 г. е командир на 61-ва Стрямска механизирана бригада. На 17 октомври 2012 г. е освободен от длъжността командир на 61-ва механизирана бригада и назначен на длъжността заместник-командир на Сухопътните войски, считано от 1 ноември 2012 г. На 28 април 2014 г. бригаден генерал Красимир Кънев е освободен от длъжността заместник-командир на Сухопътните войски и от военна служба.

## Образование
- Висше народно военно училище „Васил Левски“, „Танкови войски“ – 1974 – 1979 г.
- Военна академия „Г.С.Раковски“ – до 1988 г.
- Академия на Бундесвера – 2001 – 2003 г.

## Военни звания
- Лейтенант (1979)
- Старши лейтенант (1982)
- Капитан (1986)
- Майор (1991)
- Подполковник (1994)
- Полковник (1997)
- Бригаден генерал (2010)

## Награди
- Награден знак „За вярна служба под знамената“ – ІІІ степен (6 май 1998)